# 莫可伊
莫可伊（Mokoi）是澳大利亚原住民神话中的恶灵，名字即是“恶灵”的意思。是姆伦金人所认为的会导致人类死亡或受伤的原因之一（另一种为在仪式上不纯净），据说坏巫师会用黑魔法召唤他。